# Direttore generale delle poste del Regno Unito
Il direttore generale delle poste del Regno Unito (in inglese: Postmaster General of the United Kingdom) era una carica del gabinetto del Regno Unito, responsabile del corretto funzionamento del sistema postale britannico, dei telegrafi e delle telecomunicazioni.
Istituito all'inizio del XVI secolo da Enrico VIII, l'ufficio restò attivo per più di cinque secoli, prima di essere abolito nel 1969 con il Post Office Act 1969.

## Storia

### Il maestro delle poste del Re
In Inghilterra, le lettere del monarca ai propri sudditi arrivavano a destinazione tramite staffette di corrieri già nel XVI secolo. Il più antico riferimento all'ufficio si trova nel Libro dei pagamenti del Re, in cui nel febbraio 1510 viene concessa la somma di £100 a Brian Tuke, primo a ricoprire la carica, definito maestro delle poste (in inglese: master of the posts), denominazione mantenuta fino alla creazione del Commonwealth d'Inghilterra. Nel 1516 egli, allora funzionario a Calais, fu ufficialmente nominato da Enrico VIII amministratore della Royal Mail, creata nello stesso anno, su consiglio del lord cancelliere Thomas Wolsey. Nel 1591 fu deciso che le lettere dovessero essere recapitate solamente da persone autorizzate. Dal 1609 in poi l'autorizzazione venne concessa dal maestro delle poste.
Nel 1635 Thomas Witherings, già co-direttore delle poste dei territori esteri fuori dai dominii del re, propose al consiglio di Carlo I di "stabilire un sistema postale tra Londra e ogni parte dei dominii di Sua Maestà, per l'invio e la ricezione delle lettere dei Suoi sudditi". Il parere fu ascoltato e il 31 luglio dello stesso anno il Re proclamò il primo servizio postale pubblico, il "Letter Office of England and Scotland" (in seguito rinominato General Post Office), organizzato in staffette a cavallo tra i vari uffici postali, e confermò ufficialmente il monopolio. Inoltre Witherings fu incaricato della costruzione delle sei "grandi strade", al fine di facilitare la consegna della posta.

#### La guerra delle lettere patenti
Il già citato dirigente delle poste dei territori esteri fuori dai dominii del re fu una figura che a partire dal 1620 si affiancò a quella di maestro. Probabilmente, Giacomo I istituì il nuovo ufficio puramente a scopo di lucro, giacché il permesso necessario per ricoprire la carica doveva essere acquistato. Nonostante il maestro delle poste del Re dovesse gestire, come da lettera patente, il servizio postale d'Inghilterra e dei territori esteri entro i dominii del re, era ormai consuetudine che si occupasse anche del resto delle terre. Ciò creò vari disagi, finché nel 1637 il maestro di allora, Lord Stanhope fu obbligato a dimettersi "dolente e [suo] malgrado" e "in ottemperanza al piacere di Sua Maestà". I suoi poteri furono affidati ai segretari di Stato Sir John Coke e Sir Francis Windebank, che nominarono loro vice Witherings, capo de facto, che a sua volta era dirigente dei territori fuori dai dominii del re già dal 1632. In seguito a lamentele da parte dei mastri di posta, che non avevano cavalli a sufficienza, e dei popolani che abitavano nelle vicinanze delle poste, che si videro rubati fino a 200 cavalli, e all'imprigionamento di alcuni corrieri che, dopo la proclamazione del monopolio nel 1635, furono accusati di non essere autorizzati a trasportare la posta, iniziò un lungo processo di analisi dei fatti da parte del Parlamento, che durò dal 1640 al 1642: durante questo periodo l'ufficio di Witherings fu sequestrato. Infine, la Camera dei comuni emise una deliberazione sulle accuse ai due segretari e a Withering:
(James Wilson Hyde, The post in grant and farm)
Durante il periodo del sequestro dell'ufficio di Witherings, il posto divenne vacante e varie persone avevano offerto al Re somme di denaro: tra questi vi era Philip Burlamachi, un ricco mercante che offrì al Re la fortuna di £52 000, ragion per cui fu eletto successore di Witherings, a patto che fosse supervisionato dai segretari di Stato. Ciononostante, nel 1642 Witherings, definitivamente impossibilitato a procedere nel suo ufficio, passò la sua autorizzazione al Conte di Warwick, sostenuto soprattutto dai Lord. Questi fu riconosciuto da ambedue le Camere e la nomina di Burlamachi fu definita un sequestro e pertanto dichiarata "non valida e illegale".

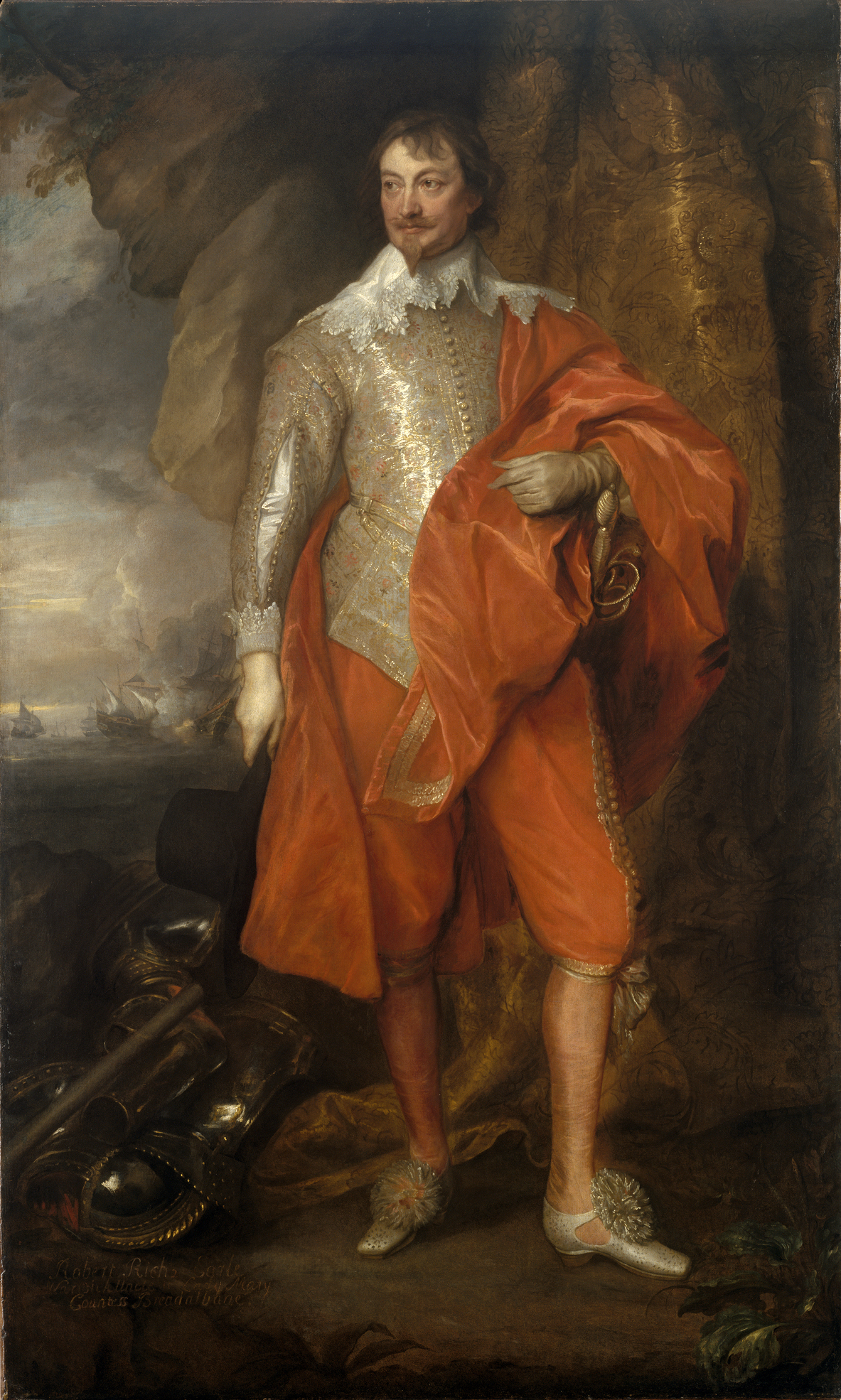
Lord Warwick ritratto da van Dyck. Nonostante fosse il legittimo successore di Witherings, non ricoprì mai la carica.

Nel frattempo, il detentore illegittimo era finito sotto il controllo di Edmund Prideaux, membro del Parlamento molto influente, quindi sostenuto dai Comuni e, successivamente, egli stesso direttore generale delle poste. Prideaux non obbedì agli ordini e per questo motivo vi furono due agguati. Il primo iniziò con il furto da parte degli agenti di Lord Warwick di un carico di lettere ai danni dei corrieri di Prideaux: mentre scappavano, furono sorpresi da cinque soldati "su grandi cavalli [e] con pistole", che li arrestarono nel nome della Camera dei Comuni; il secondo fu analogo. Dopo questi episodi, i Lord condannarono alla prigionia tutte le persone coinvolte dalla parte di Prideaux, compreso Burlamachi, tranne Prideaux stesso. Questi non dimostrò risentimento per Burlamachi, tanto più per l'imprigionamento di un suo servitore, tale Hickes, atto considerato da lui una chiara violazione dei privilegi del parlamentare. I Comuni concordarono e liberarono Hickes, tuttavia i Lord lo imprigionarono nuovamente.
Considerato l'evidente disaccordo, le Camere si riunirono: i Lord accondiscesero alle richieste dei Comuni e tutti i detenuti furono rilasciati. Nondimeno, Burlamachi non ritornò in ufficio, giacché morì poco dopo la scarcerazione. In queste circostanze, Prideaux fu nominato maestro delle poste del Re.
Per quanto riguarda la carica di direttore delle poste dei territori esteri fuori dai dominii del re, il 30 giugno 1653 il Consiglio privato del protettore ordinò che John Manley "porti tutte le poste, pubbliche e private, interne ed estere". Ciò segnò di fatto la fine della breve vita della carica, che esistette per 23 anni.

### Il direttore generale delle poste
Il 9 giugno 1657, con Oliver Cromwell, fu approvato un atto chiamato Postage of England, Scotland, and Ireland setled, che stabiliva un sistema postale tra le Isole britanniche e i poteri del direttore generale delle poste (denominazione ufficiale da questo momento), ora nominato dal lord protettore. Esso stabiliva anche le tariffe, calcolate sul numero di pagine e sulla distanza della destinazione da Londra, a carico del destinatario. Le disposizioni furono rinnovate nel dicembre 1660 con il Post Office Act 1660, giacché dopo la restaurazione della monarchia il precedente atto non era più valido.
Il direttore fu anche incaricato della gestione delle comunicazioni telegrafiche con il Telegraph Act 1868, approvato il 31 luglio 1868.

### L'abolizione dell'ufficio
La carica fu abolita nel 1969 con il Post Office Act 1969. Venne creato un nuovo ufficio, definito ministro delle poste e delle telecomunicazioni, che assorbì interamente le funzioni del direttore, e fu stabilita una nuova autorità pubblica, definita "Post Office", il cui presidente era eletto dal ministro. Oggigiorno le funzioni governative ricadono sul segretario per il digitale, la cultura, i media e lo sport, nonostante il Royal Mail Group sia supervisionato dal segretario per gli affari economici, l'energia e la strategia industriale.

## Cronotassi

### Maestri delle poste del Re (o della Regina) (1516-1649)
Il seguente elenco contiene nomi, ritratti (se presenti e disponibili) e mandati dei maestri delle poste del Re (o della Regina) e dei sovrani regnanti, a partire dal 1516, anno della nomina del primo maestro, fino al 1649, anno in cui Oliver Cromwell instaurò il Commonwealth d'Inghilterra.
Per comprendere meglio il periodo dal 1637 al 1644, rappresentato nell'elenco come meglio possibile ma piuttosto intricato, si rimanda alla sezione sopra.
| Nome                              | Nome                                      | Nome                                  | Mandato    | Sovrano                   |
| --------------------------------- | ----------------------------------------- | ------------------------------------- | ---------- | ------------------------- |
|                                   |                                           | Sir Brian Tuke (...-1545)             | 1516-1545† | Enrico VIII (1509-1547†)  |
|                                   |                                           | Sir John Mason (1503-1566)            | 1545-1566† | Enrico VIII (1509-1547†)  |
| Edoardo VI (1547-1553†)           |                                           | Sir John Mason (1503-1566)            | 1545-1566† |                           |
| Maria I (1553-1558†)              |                                           | Sir John Mason (1503-1566)            | 1545-1566† |                           |
|                                   |                                           | Sir John Mason (1503-1566)            | 1545-1566† |                           |
|                                   |                                           | Thomas Randolph (1523-1590)           | 1566-1590† | Elisabetta I (1558-1603†) |
|                                   |                                           | Sir John Stanhope (c.1549-1621)       | 1590-1609  |                           |
| Giacomo I (1603-1625†)            |                                           | Sir John Stanhope (c.1549-1621)       | 1590-1609  |                           |
|                                   |                                           | Sir Charles Stanhope (1593-1675)      | 1609-1637  |                           |
| Carlo I (1625-1649†)              |                                           | Sir Charles Stanhope (1593-1675)      | 1609-1637  |                           |
| Sir John Coke (1563-1644) de iure | Sir Francis Windebank (1582-1646) de iure | Thomas Witherings (...-1651) de facto | 1637-1642  |                           |
| Sir John Coke (1563-1644) de iure | Sir Francis Windebank (1582-1646) de iure | Philip Burlamachi (1575-1644) de iure | 1642-1644† |                           |
| Sir John Coke (1563-1644) de iure | Sir Francis Windebank (1582-1646) de iure | Edmund Prideaux (...-1659) de facto   | 1642-1644† |                           |
|                                   |                                           | Edmund Prideaux (...-1659)            | 1644-1649  |                           |

### Direttori generali delle poste durante il Commonwealth d'Inghilterra (1649-1660)
Il seguente elenco contiene nomi, ritratti (se presenti e disponibili) e mandati dei direttori generali delle poste durante il Commonwealth d'Inghilterra e dei leader de facto (dapprima leader del Parlamento, poi lord protettori), a partire dal 1649, anno di creazione del Commonwealth d'Inghilterra, fino al 1660, anno della restaurazione degli Stuart.
| Nome                         | Nome                       | Mandato   | Leader del Parlamento        |
| ---------------------------- | -------------------------- | --------- | ---------------------------- |
|                              | Edmund Prideaux (...-1659) | 1649-1653 | Oliver Cromwell (1649-1653)  |
| Creazione del Protettorato   |                            |           |                              |
| Nome                         | Nome                       | Mandato   | Lord protettore              |
|                              | John Manley (c.1622-1699)  | 1653-1655 | Oliver Cromwell (1653-1658†) |
|                              | John Thurloe (1616-1668)   | 1655-1659 | Oliver Cromwell (1653-1658†) |
| Richard Cromwell (1658-1659) | John Thurloe (1616-1668)   | 1655-1659 |                              |
| Fine del Protettorato        |                            |           |                              |
| Nome                         | Nome                       | Mandato   | Governo congiunto            |
|                              | John Thurloe (1616-1668)   | 1659-1660 | Governo congiunto            |

### Direttori generali delle poste del Regno d'Inghilterra (1660-1707)
Il seguente elenco contiene nomi, ritratti (se presenti e disponibili), mandati e partiti politici (se noti) dei direttori generali delle poste del Regno d'Inghilterra e dei sovrani regnanti, a partire dal 1660, anno della restaurazione degli Stuart, fino al 1707, anno in cui fu creato il Regno di Gran Bretagna con l'Atto di Unione.
| Nome                                                 | Nome            | Nome                                                    | Nome                                                    | Nome                                                    | Mandato           | Mandato           | Partito                       | Partito           | Partito           | Sovrano                                              |
| ---------------------------------------------------- | --------------- | ------------------------------------------------------- | ------------------------------------------------------- | ------------------------------------------------------- | ----------------- | ----------------- | ----------------------------- | ----------------- | ----------------- | ---------------------------------------------------- |
|                                                      |                 | Henry Bishop (1605-1691)                                | Henry Bishop (1605-1691)                                | Henry Bishop (1605-1691)                                | 1660-1663         | 1660-1663         |                               |                   |                   | Carlo II (1660-1685†)                                |
|                                                      |                 | Daniel O'Neill (c.1612-1664)                            | Daniel O'Neill (c.1612-1664)                            | Daniel O'Neill (c.1612-1664)                            | 1663-1664†        | 1663-1664†        |                               |                   |                   | Carlo II (1660-1685†)                                |
|                                                      |                 | Katherine Stanhope Contessa di Chesterfield (1609-1667) | Katherine Stanhope Contessa di Chesterfield (1609-1667) | Katherine Stanhope Contessa di Chesterfield (1609-1667) | 1664-1667†        | 1664-1667†        |                               |                   |                   | Carlo II (1660-1685†)                                |
|                                                      |                 | Henry Bennet Barone Arlington (1618-1685)               | Henry Bennet Barone Arlington (1618-1685)               | Henry Bennet Barone Arlington (1618-1685)               | 1667-1685†        | 1667-1685†        |                               |                   |                   | Carlo II (1660-1685†)                                |
|                                                      |                 | Laurence Hyde Conte di Rochester (1642-1711)            | Laurence Hyde Conte di Rochester (1642-1711)            | Laurence Hyde Conte di Rochester (1642-1711)            | 1686-1689         | 1686-1689         | Partito Tory                  | Partito Tory      | Partito Tory      | Giacomo II (1685-1688)                               |
| Guglielmo III fino al 1694 con Maria II (1685-1702†) |                 | Laurence Hyde Conte di Rochester (1642-1711)            | Laurence Hyde Conte di Rochester (1642-1711)            | Laurence Hyde Conte di Rochester (1642-1711)            | 1686-1689         | 1686-1689         | Partito Tory                  | Partito Tory      | Partito Tory      |                                                      |
|                                                      |                 | Sir John Wildman (c.1621-1693)                          | Sir John Wildman (c.1621-1693)                          | Sir John Wildman (c.1621-1693)                          | 1689-1691         | 1689-1691         |                               |                   |                   |                                                      |
| Ufficio di secondo direttore istituito               |                 |                                                         |                                                         |                                                         |                   |                   |                               |                   |                   |                                                      |
| Primo direttore                                      | Primo direttore | Primo direttore                                         | Primo direttore                                         | Primo direttore                                         | Secondo direttore | Secondo direttore | Secondo direttore             | Secondo direttore | Secondo direttore | Sovrano                                              |
| Nome                                                 | Nome            | Nome                                                    | Mandato                                                 | Partito                                                 | Nome              | Nome              | Nome                          | Mandato           | Partito           | Sovrano                                              |
|                                                      |                 | Sir Thomas Frankland (1665-1726)                        | 1691-1707                                               | Partito Whig                                            |                   |                   | Sir Robert Cotton (1644-1717) | 1691-1707         | Partito Tory      | Guglielmo III fino al 1694 con Maria II (1685-1702†) |

### Direttori generali delle poste del Regno di Gran Bretagna (1707-1801)
Il seguente elenco contiene nomi, ritratti (se presenti e disponibili), mandati e partiti politici (se noti) dei direttori generali delle poste del Regno di Gran Bretagna e dei loro primi ministri (da quando il primo, Robert Walpole, fu eletto nel 1730), a partire dal 1707, anno di creazione del Regno di Gran Bretagna con l'Atto di Unione 1707, fino al 1801, anno di creazione del Regno Unito di Gran Bretagna e Irlanda con l'Atto di Unione 1800.
| Primo direttore | Primo direttore                     | Primo direttore                                   | Primo direttore | Primo direttore                                    | Secondo direttore                | Secondo direttore                  | Secondo direttore                                   | Secondo direttore                       | Secondo direttore | Primo ministro     | Primo ministro                       |
| Nome            | Nome                                | Nome                                              | Mandato         | Partito                                            | Nome                             | Nome                               | Nome                                                | Mandato                                 | Partito           | Primo ministro     | Primo ministro                       |
| --------------- | ----------------------------------- | ------------------------------------------------- | --------------- | -------------------------------------------------- | -------------------------------- | ---------------------------------- | --------------------------------------------------- | --------------------------------------- | ----------------- | ------------------ | ------------------------------------ |
|                 |                                     | Sir Thomas Frankland (1665-1726)                  | 1707-1715       | Partito Whig                                       |                                  |                                    | Sir Robert Cotton (1644-1717)                       | 1707-1708                               | Partito Tory      | carica inesistente | carica inesistente                   |
|                 |                                     | Sir Thomas Frankland (1665-1726)                  | 1707-1715       | Partito Whig                                       | Sir John Evelyn (1682-1763)      | 1708-1715                          | Partito Tory                                        |                                         |                   | carica inesistente | carica inesistente                   |
|                 |                                     | James Craggs il Vecchio (1657-1721)               | 1715-1720       | Partito Whig                                       |                                  |                                    | Charles Cornwallis Barone Cornwallis (1675-1721/22) | 1715-1721                               | Partito Whig      | carica inesistente | carica inesistente                   |
|                 |                                     | Galfridus Walpole (1683-1726)                     | 1721-1726       | Partito Whig                                       |                                  |                                    | Edward Carteret (1671-1739)                         | 1720-1739†                              |                   | Carica istituita   | Carica istituita                     |
|                 | Sir Robert Walpole (1721-1730)      | Galfridus Walpole (1683-1726)                     | 1721-1726       | Partito Whig                                       |                                  |                                    | Edward Carteret (1671-1739)                         | 1720-1739†                              |                   |                    |                                      |
|                 |                                     | Edward Harrison (1674-1732)                       | 1725-1733       |                                                    |                                  |                                    | Edward Carteret (1671-1739)                         | 1720-1739†                              |                   |                    |                                      |
|                 | Sir Robert Walpole (1730-1742)      | Edward Harrison (1674-1732)                       | 1725-1733       |                                                    |                                  |                                    | Edward Carteret (1671-1739)                         | 1720-1739†                              |                   |                    |                                      |
|                 |                                     | Thomas Coke Barone Lovel (1697-1759)              | 3 April 1940    | Partito Whig                                       |                                  |                                    | Edward Carteret (1671-1739)                         | 1720-1739†                              |                   |                    |                                      |
|                 |                                     | Thomas Coke Barone Lovel (1697-1759)              | 3 April 1940    | Partito Whig                                       | Sir John Eyles (1683-1745)       | 1739-1745†                         | Partito Whig                                        |                                         |                   |                    |                                      |
|                 | Spencer Compton (1742-1743)         | Thomas Coke Barone Lovel (1697-1759)              | 3 April 1940    | Partito Whig                                       | Sir John Eyles (1683-1745)       | 1739-1745†                         | Partito Whig                                        |                                         |                   |                    |                                      |
|                 | Henry Pelham (1743-1754†)           | Thomas Coke Barone Lovel (1697-1759)              | 3 April 1940    | Partito Whig                                       | Sir John Eyles (1683-1745)       | 1739-1745†                         | Partito Whig                                        |                                         |                   |                    |                                      |
|                 |                                     | Thomas Coke Barone Lovel (1697-1759)              | 3 April 1940    | Partito Whig                                       | Sir Everard Fawkener (1694-1758) | 1745-1758†                         |                                                     |                                         |                   |                    |                                      |
|                 | Thomas Pelham-Holles (1754-1756)    | Thomas Coke Barone Lovel (1697-1759)              | 3 April 1940    | Partito Whig                                       | Sir Everard Fawkener (1694-1758) | 1745-1758†                         |                                                     |                                         |                   |                    |                                      |
|                 | William Cavendish (1756-1757)       | Thomas Coke Barone Lovel (1697-1759)              | 3 April 1940    | Partito Whig                                       | Sir Everard Fawkener (1694-1758) | 1745-1758†                         |                                                     |                                         |                   |                    |                                      |
|                 | Thomas Pelham-Holles (1757-1762)    | Thomas Coke Barone Lovel (1697-1759)              | 3 April 1940    | Partito Whig                                       | Sir Everard Fawkener (1694-1758) | 1745-1758†                         |                                                     |                                         |                   |                    |                                      |
|                 |                                     | Robert Hampden-Trevor Barone Trevor (1706-1783)   | 1759-1765       |                                                    |                                  |                                    | William Ponsonby Conte di Bessborough (1704-1793)   | 1759-1762                               |                   |                    |                                      |
|                 |                                     | Robert Hampden-Trevor Barone Trevor (1706-1783)   | 1759-1765       | John Perceval Conte di Egmont (1711-1770)          | 1762-1763                        |                                    |                                                     | John Stuart (1762-1763)                 |                   |                    |                                      |
|                 |                                     | Robert Hampden-Trevor Barone Trevor (1706-1783)   | 1759-1765       | Thomas Villiers Barone Hyde (1709-1786)            | 1763-1765                        | Partito Whig                       |                                                     | George Grenville (1763-1765)            |                   |                    |                                      |
|                 |                                     | Thomas Robinson Barone Grantham (c.1695-1770)     | 1765-1766       | Partito Tory                                       |                                  |                                    | William Ponsonby Conte di Bessborough (1704-1793)   | 1665-1766                               |                   |                    | Charles Watson-Wentworth (1765-1766) |
|                 |                                     | Wills Hill Conte di Hillsborough (1718-1793)      | 1766-1768       |                                                    |                                  |                                    | Francis Dashwood Barone le Despencer (1708-1781)    | 1765-1781†                              | Partito Tory      |                    | William Pitt il Vecchio (1766-1768)  |
|                 |                                     | John Montagu Conte di Sandwich (1718-1792)        | 1768-1771       | Whig patrioti                                      |                                  | Augustus Henry FitzRoy (1768-1770) | Francis Dashwood Barone le Despencer (1708-1781)    | 1765-1781†                              | Partito Tory      |                    |                                      |
|                 | Frederick North (1770-1782)         | John Montagu Conte di Sandwich (1718-1792)        | 1768-1771       | Whig patrioti                                      |                                  |                                    | Francis Dashwood Barone le Despencer (1708-1781)    | 1765-1781†                              | Partito Tory      |                    |                                      |
|                 |                                     | Henry Frederick Thynne (1735-1826)                | 1771-1789       |                                                    |                                  |                                    | Francis Dashwood Barone le Despencer (1708-1781)    | 1765-1781†                              | Partito Tory      |                    |                                      |
|                 |                                     | Henry Frederick Thynne (1735-1826)                | 1771-1789       | William Barrington Visconte Barrington (1717-1793) | 1782                             | Partito Whig                       |                                                     |                                         |                   |                    |                                      |
|                 |                                     | Henry Frederick Thynne (1735-1826)                | 1771-1789       | Charles Bennet Conte di Tankerville (1743-1822)    | 1782-1783                        |                                    |                                                     | Charles Watson-Wentworth (1782-1782†)   |                   |                    |                                      |
|                 | William Petty (1782-1783)           | Henry Frederick Thynne (1735-1826)                | 1771-1789       | Charles Bennet Conte di Tankerville (1743-1822)    | 1782-1783                        |                                    |                                                     |                                         |                   |                    |                                      |
|                 |                                     | Henry Frederick Thynne (1735-1826)                | 1771-1789       | Thomas Foley Barone Foley (1742-1793)              | 1783-1784                        |                                    |                                                     | William Henry Cavendish-Bentinck (1783) |                   |                    |                                      |
|                 | William Pitt il Giovane (1783-1801) | Henry Frederick Thynne (1735-1826)                | 1771-1789       | Thomas Foley Barone Foley (1742-1793)              | 1783-1784                        |                                    |                                                     |                                         |                   |                    |                                      |
|                 |                                     | Henry Frederick Thynne (1735-1826)                | 1771-1789       | Charles Bennet Conte di Tankerville (1756-1826)    | 1784-1786                        |                                    |                                                     |                                         |                   |                    |                                      |
|                 |                                     | Henry Frederick Thynne (1735-1826)                | 1771-1789       | Thomas Villiers Conte di Clarendon (1709-1786)     | 1786†                            | Partito Whig                       |                                                     |                                         |                   |                    |                                      |
|                 |                                     | Henry Frederick Thynne (1735-1826)                | 1771-1789       | Thomas de Grey Barone Walsingham (1748-1818)       | 1787-1794                        |                                    |                                                     |                                         |                   |                    |                                      |
|                 |                                     | John Fane Conte di Westmorland (1759-1841)        | 1789            | Thomas de Grey Barone Walsingham (1748-1818)       | 1787-1794                        | Partito Tory                       |                                                     |                                         |                   |                    |                                      |
|                 |                                     | Philip Stanhope Conte di Chesterfield (1756-1826) | 1790-1798       | Thomas de Grey Barone Walsingham (1748-1818)       | 1787-1794                        |                                    |                                                     |                                         |                   |                    |                                      |
|                 |                                     | Philip Stanhope Conte di Chesterfield (1756-1826) | 1790-1798       | George Townshend Conte di Leicester (1753-1811)    | 1794-1799                        |                                    |                                                     |                                         |                   |                    |                                      |
|                 |                                     | William Eden Barone Auckland (1745-1811)          | 1798-1804       | George Townshend Conte di Leicester (1753-1811)    | 1794-1799                        | Partito Tory                       |                                                     |                                         |                   |                    |                                      |
|                 |                                     | William Eden Barone Auckland (1745-1811)          | 1798-1804       | George Leveson-Gower Conte Gower (1758-1833)       | 1799-1801                        | Partito Tory                       |                                                     |                                         |                   |                    |                                      |

### Direttori generali delle poste del Regno Unito di Gran Bretagna e Irlanda (1801-1922)
Il seguente elenco contiene nomi, ritratti (se presenti e disponibili), mandati e partiti politici (se noti) dei direttori generali delle poste del Regno Unito di Gran Bretagna e Irlanda e dei loro primi ministri, a partire dal 1801, anno di creazione del Regno Unito di Gran Bretagna e Irlanda con l'Atto di Unione 1800, fino al 1922, anno di creazione del Regno Unito di Gran Bretagna e Irlanda del Nord con il trattato anglo-irlandese.
| Nome                                 | Nome                                          | Nome                                                             | Nome                                                             | Nome                                                             | Mandato                                       | Mandato   | Partito                                              | Partito              | Partito                              | Primo ministro | Primo ministro                               |
| ------------------------------------ | --------------------------------------------- | ---------------------------------------------------------------- | ---------------------------------------------------------------- | ---------------------------------------------------------------- | --------------------------------------------- | --------- | ---------------------------------------------------- | -------------------- | ------------------------------------ | -------------- | -------------------------------------------- |
|                                      |                                               | William Eden Barone Auckland (1745-1811)                         | 1798-1804                                                        | Partito Tory                                                     |                                               |           | Lord Charles Spencer Conte di Chichester (1740-1820) | 1801-1806            |                                      |                | Henry Addington (1801-1804)                  |
|                                      |                                               | James Graham Duca di Montrose (1755-1836)                        | 1804-1806                                                        |                                                                  |                                               |           | Lord Charles Spencer Conte di Chichester (1740-1820) | 1801-1806            | William Pitt il Giovane (1804-1806†) |                |                                              |
|                                      |                                               | John Proby Conte di Carysfort (1751-1828)                        | 1806-1807                                                        | Partito Whig                                                     |                                               |           | Robert Hobart Conte di Buckinghamshire (1760-1816)   | 1806-1807            | Partito Tory                         |                | William Wyndham Grenville (1806-1807)        |
|                                      |                                               | Thomas Pelham Conte di Chichester (1756-1826)                    | 1807-1826                                                        | Partito Whig                                                     |                                               |           | John Montagu Conte di Sandwich (1744-1814)           | 1807-1814†           | Partito Tory                         |                | William Henry Cavendish-Bentinck (1807-1809) |
|                                      | Spencer Perceval (1809-1812†)                 | Thomas Pelham Conte di Chichester (1756-1826)                    | 1807-1826                                                        | Partito Whig                                                     |                                               |           | John Montagu Conte di Sandwich (1744-1814)           | 1807-1814†           | Partito Tory                         |                |                                              |
|                                      | Robert Banks Jenkinson (1812-1827)            | Thomas Pelham Conte di Chichester (1756-1826)                    | 1807-1826                                                        | Partito Whig                                                     |                                               |           | John Montagu Conte di Sandwich (1744-1814)           | 1807-1814†           | Partito Tory                         |                |                                              |
|                                      |                                               | Thomas Pelham Conte di Chichester (1756-1826)                    | 1807-1826                                                        | Partito Whig                                                     | Richard Trench Conte di Clancarty (1767-1837) | 1814-1816 | Partito Tory                                         |                      |                                      |                |                                              |
|                                      |                                               | Thomas Pelham Conte di Chichester (1756-1826)                    | 1807-1826                                                        | Partito Whig                                                     | James Cecil Marchese di Salisbury (1748-1823) | 1816-1823 |                                                      |                      |                                      |                |                                              |
| Ufficio di secondo dirigente abolito |                                               |                                                                  |                                                                  |                                                                  |                                               |           |                                                      |                      |                                      |                |                                              |
| Nome                                 | Nome                                          | Nome                                                             | Nome                                                             | Nome                                                             | Mandato                                       | Mandato   | Partito                                              | Partito              | Partito                              | Primo ministro | Primo ministro                               |
|                                      |                                               | Thomas Pelham Conte di Chichester (1756-1826)                    | Thomas Pelham Conte di Chichester (1756-1826)                    | Thomas Pelham Conte di Chichester (1756-1826)                    | 1823-1826                                     | 1823-1826 | Partito Whig                                         | Partito Whig         | Partito Whig                         |                | Robert Banks Jenkinson (1812-1827)           |
|                                      |                                               | Lord Frederick Montagu (1774-1827)                               | Lord Frederick Montagu (1774-1827)                               | Lord Frederick Montagu (1774-1827)                               | 1826-1827                                     | 1826-1827 | Partito Whig                                         | Partito Whig         | Partito Whig                         |                | Robert Banks Jenkinson (1812-1827)           |
|                                      |                                               | William Montagu Duca di Manchester (1771-1843)                   | William Montagu Duca di Manchester (1771-1843)                   | William Montagu Duca di Manchester (1771-1843)                   | 1827-1830                                     | 1827-1830 | Partito Whig                                         | Partito Whig         | Partito Whig                         |                | George Canning (1827-1827†)                  |
|                                      | Frederick John Robinson (1827-1828)           | William Montagu Duca di Manchester (1771-1843)                   | William Montagu Duca di Manchester (1771-1843)                   | William Montagu Duca di Manchester (1771-1843)                   | 1827-1830                                     | 1827-1830 | Partito Whig                                         | Partito Whig         | Partito Whig                         |                |                                              |
|                                      | Arthur Wellesley (1828-1830)                  | William Montagu Duca di Manchester (1771-1843)                   | William Montagu Duca di Manchester (1771-1843)                   | William Montagu Duca di Manchester (1771-1843)                   | 1827-1830                                     | 1827-1830 | Partito Whig                                         | Partito Whig         | Partito Whig                         |                |                                              |
|                                      |                                               | Charles Lennox Duca di Richmond (1791–1860)                      | Charles Lennox Duca di Richmond (1791–1860)                      | Charles Lennox Duca di Richmond (1791–1860)                      | 1830-1834                                     | 1830-1834 | Partito Tory                                         | Partito Tory         | Partito Tory                         |                | Charles Grey (1830-1834)                     |
|                                      |                                               | Francis Conyngham Marchese Conyngham (1797-1876)                 | Francis Conyngham Marchese Conyngham (1797-1876)                 | Francis Conyngham Marchese Conyngham (1797-1876)                 | 1834                                          | 1834      | Partito Whig                                         | Partito Whig         | Partito Whig                         |                | William Lamb (1834)                          |
|                                      |                                               | William Wellesley-Pole Barone Maryborough (1763-1845)            | William Wellesley-Pole Barone Maryborough (1763-1845)            | William Wellesley-Pole Barone Maryborough (1763-1845)            | 1834-1835                                     | 1834-1835 | Partito Conservatore                                 | Partito Conservatore | Partito Conservatore                 |                | Sir Robert Peel (1834-1835)                  |
|                                      |                                               | Francis Conyngham Marchese Conyngham (1797-1876)                 | Francis Conyngham Marchese Conyngham (1797-1876)                 | Francis Conyngham Marchese Conyngham (1797-1876)                 | 1835                                          | 1835      | Partito Whig                                         | Partito Whig         | Partito Whig                         |                | William Lamb (1835-1841)                     |
|                                      |                                               | Thomas Anson Conte di Lichfield (1795-1854)                      | Thomas Anson Conte di Lichfield (1795-1854)                      | Thomas Anson Conte di Lichfield (1795-1854)                      | 1835-1841                                     | 1835-1841 | Partito Whig                                         | Partito Whig         | Partito Whig                         |                | William Lamb (1835-1841)                     |
|                                      |                                               | William Lowther Conte di Lonsdale (1787-1872)                    | William Lowther Conte di Lonsdale (1787-1872)                    | William Lowther Conte di Lonsdale (1787-1872)                    | 1841-1845                                     | 1841-1845 | Partito Conservatore                                 | Partito Conservatore | Partito Conservatore                 |                | Sir Robert Peel (1841-1846)                  |
|                                      |                                               | Edward Eliot Conte di St. Germans (1798-1877)                    | Edward Eliot Conte di St. Germans (1798-1877)                    | Edward Eliot Conte di St. Germans (1798-1877)                    | 1845-1846                                     | 1845-1846 | Partito Conservatore                                 | Partito Conservatore | Partito Conservatore                 |                | Sir Robert Peel (1841-1846)                  |
|                                      |                                               | Ulick de Burgh Marchese di Clanricarde (1802-1874)               | Ulick de Burgh Marchese di Clanricarde (1802-1874)               | Ulick de Burgh Marchese di Clanricarde (1802-1874)               | 1846-1852                                     | 1846-1852 | Partito Whig                                         | Partito Whig         | Partito Whig                         |                | John Russell (1846-1852)                     |
|                                      |                                               | Charles Philip Yorke Conte di Hardwicke (1799-1873)              | Charles Philip Yorke Conte di Hardwicke (1799-1873)              | Charles Philip Yorke Conte di Hardwicke (1799-1873)              | 1852                                          | 1852      | Partito Conservatore                                 | Partito Conservatore | Partito Conservatore                 |                | Edward Smith-Stanley (1852)                  |
|                                      |                                               | Charles Canning Visconte Canning (1812-1862)                     | Charles Canning Visconte Canning (1812-1862)                     | Charles Canning Visconte Canning (1812-1862)                     | 1853-1855                                     | 1853-1855 | Peeliti                                              | Peeliti              | Peeliti                              |                | George Hamilton Gordon (1852-1855)           |
|                                      |                                               | George Campbell Duca di Argyll (1823-1900)                       | George Campbell Duca di Argyll (1823-1900)                       | George Campbell Duca di Argyll (1823-1900)                       | 1855-1858                                     | 1855-1858 | Partito Whig                                         | Partito Whig         | Partito Whig                         |                | Henry John Temple (1855-1858)                |
|                                      |                                               | Charles Abbot Barone Colchester (1798-1867)                      | Charles Abbot Barone Colchester (1798-1867)                      | Charles Abbot Barone Colchester (1798-1867)                      | 1858-1859                                     | 1858-1859 | Partito Conservatore                                 | Partito Conservatore | Partito Conservatore                 |                | Edward Smith-Stanley (1858-1859)             |
|                                      |                                               | James Bruce Conte di Elgin (1811-1863)                           | James Bruce Conte di Elgin (1811-1863)                           | James Bruce Conte di Elgin (1811-1863)                           | 1859-1860                                     | 1859-1860 | Partito Conservatore                                 | Partito Conservatore | Partito Conservatore                 |                | Henry John Temple (1859-1865†)               |
|                                      |                                               | Edward Stanley Barone Stanley di Alderley (1802-1869)            | Edward Stanley Barone Stanley di Alderley (1802-1869)            | Edward Stanley Barone Stanley di Alderley (1802-1869)            | 1860-1866                                     | 1860-1866 | Partito Liberale                                     | Partito Liberale     | Partito Liberale                     |                | Henry John Temple (1859-1865†)               |
|                                      | John Russell (1865-1866)                      | Edward Stanley Barone Stanley di Alderley (1802-1869)            | Edward Stanley Barone Stanley di Alderley (1802-1869)            | Edward Stanley Barone Stanley di Alderley (1802-1869)            | 1860-1866                                     | 1860-1866 | Partito Liberale                                     | Partito Liberale     | Partito Liberale                     |                |                                              |
|                                      |                                               | James Graham Duca di Montrose (1799-1874)                        | James Graham Duca di Montrose (1799-1874)                        | James Graham Duca di Montrose (1799-1874)                        | 1866-1868                                     | 1866-1868 | Partito Conservatore                                 | Partito Conservatore | Partito Conservatore                 |                | Edward Smith-Stanley (1866-1868)             |
|                                      | Benjamin Disraeli (1868)                      | James Graham Duca di Montrose (1799-1874)                        | James Graham Duca di Montrose (1799-1874)                        | James Graham Duca di Montrose (1799-1874)                        | 1866-1868                                     | 1866-1868 | Partito Conservatore                                 | Partito Conservatore | Partito Conservatore                 |                |                                              |
|                                      |                                               | Spencer Cavendish Duca di Devonshire (1833-1908)                 | Spencer Cavendish Duca di Devonshire (1833-1908)                 | Spencer Cavendish Duca di Devonshire (1833-1908)                 | 1868-1871                                     | 1868-1871 | Partito Liberale                                     | Partito Liberale     | Partito Liberale                     |                | William Ewart Gladstone (1868-1874)          |
|                                      |                                               | William Monsell (1812-1894)                                      | William Monsell (1812-1894)                                      | William Monsell (1812-1894)                                      | 1871-1873                                     | 1871-1873 | Partito Liberale                                     | Partito Liberale     | Partito Liberale                     |                | William Ewart Gladstone (1868-1874)          |
|                                      |                                               | Lyon Playfair Barone Playfair (1818-1898)                        | Lyon Playfair Barone Playfair (1818-1898)                        | Lyon Playfair Barone Playfair (1818-1898)                        | 1873-1874                                     | 1873-1874 | Partito Liberale                                     | Partito Liberale     | Partito Liberale                     |                | William Ewart Gladstone (1868-1874)          |
|                                      |                                               | Lord John Manners Duca di Rutland (1818-1906)                    | Lord John Manners Duca di Rutland (1818-1906)                    | Lord John Manners Duca di Rutland (1818-1906)                    | 1874-1880                                     | 1874-1880 | Partito Conservatore                                 | Partito Conservatore | Partito Conservatore                 |                | Benjamin Disraeli (1874-1880)                |
|                                      |                                               | Henry Fawcett (1833-1884)                                        | Henry Fawcett (1833-1884)                                        | Henry Fawcett (1833-1884)                                        | 1880-1884                                     | 1880-1884 | Partito Liberale                                     | Partito Liberale     | Partito Liberale                     |                | William Ewart Gladstone (1880-1885)          |
|                                      |                                               | George John Shaw-Lefevre (1831-1928)                             | George John Shaw-Lefevre (1831-1928)                             | George John Shaw-Lefevre (1831-1928)                             | 1884-1885                                     | 1884-1885 | Partito Liberale                                     | Partito Liberale     | Partito Liberale                     |                | William Ewart Gladstone (1880-1885)          |
|                                      |                                               | Lord John Manners Duca di Rutland (1818-1906)                    | Lord John Manners Duca di Rutland (1818-1906)                    | Lord John Manners Duca di Rutland (1818-1906)                    | 1885-1886                                     | 1885-1886 | Partito Conservatore                                 | Partito Conservatore | Partito Conservatore                 |                | Robert Gascoyne-Cecil (1885-1886)            |
|                                      |                                               | George Glyn Barone Wolverton (1824-1887)                         | George Glyn Barone Wolverton (1824-1887)                         | George Glyn Barone Wolverton (1824-1887)                         | 1886                                          | 1886      | Partito Liberale                                     | Partito Liberale     | Partito Liberale                     |                | William Ewart Gladstone (1886)               |
|                                      |                                               | Henry Cecil Raikes (1838-1891)                                   | Henry Cecil Raikes (1838-1891)                                   | Henry Cecil Raikes (1838-1891)                                   | 1886-1891                                     | 1886-1891 | Partito Conservatore                                 | Partito Conservatore | Partito Conservatore                 |                | Robert Gascoyne-Cecil (1886-1892)            |
|                                      |                                               | Sir James Fergusson (1832-1907)                                  | Sir James Fergusson (1832-1907)                                  | Sir James Fergusson (1832-1907)                                  | 1891-1892                                     | 1891-1892 | Partito Conservatore                                 | Partito Conservatore | Partito Conservatore                 |                | Robert Gascoyne-Cecil (1886-1892)            |
|                                      |                                               | Arnold Morley (1849-1916)                                        | Arnold Morley (1849-1916)                                        | Arnold Morley (1849-1916)                                        | 1892-1895                                     | 1892-1895 | Partito Liberale                                     | Partito Liberale     | Partito Liberale                     |                | William Ewart Gladstone (1892-1894)          |
|                                      | Archibald Philip Primrose (1894-1895)         | Arnold Morley (1849-1916)                                        | Arnold Morley (1849-1916)                                        | Arnold Morley (1849-1916)                                        | 1892-1895                                     | 1892-1895 | Partito Liberale                                     | Partito Liberale     | Partito Liberale                     |                |                                              |
|                                      |                                               | Henry Howard Duca di Norfolk (1847-1917)                         | Henry Howard Duca di Norfolk (1847-1917)                         | Henry Howard Duca di Norfolk (1847-1917)                         | 1895-1900                                     | 1895-1900 | Partito Conservatore                                 | Partito Conservatore | Partito Conservatore                 |                | Robert Gascoyne-Cecil (1895-1902)            |
|                                      |                                               | Charles Vane-Tempest-Stewart Marchese di Londonderry (1852-1915) | Charles Vane-Tempest-Stewart Marchese di Londonderry (1852-1915) | Charles Vane-Tempest-Stewart Marchese di Londonderry (1852-1915) | 1900-1902                                     | 1900-1902 | Partito Conservatore                                 | Partito Conservatore | Partito Conservatore                 |                | Robert Gascoyne-Cecil (1895-1902)            |
|                                      |                                               | Sir Austen Chamberlain (1863-1937)                               | Sir Austen Chamberlain (1863-1937)                               | Sir Austen Chamberlain (1863-1937)                               | 1902-1903                                     | 1902-1903 | Partito Liberale                                     | Partito Liberale     | Partito Liberale                     |                | Arthur James Balfour (1902-1905)             |
|                                      |                                               | Lord Stanley (1865-1948)                                         | Lord Stanley (1865-1948)                                         | Lord Stanley (1865-1948)                                         | 1903-1905                                     | 1903-1905 | Partito Conservatore                                 | Partito Conservatore | Partito Conservatore                 |                | Arthur James Balfour (1902-1905)             |
|                                      |                                               | Sydney Buxton (1853-1934)                                        | Sydney Buxton (1853-1934)                                        | Sydney Buxton (1853-1934)                                        | 1905-1910                                     | 1905-1910 | Partito Liberale                                     | Partito Liberale     | Partito Liberale                     |                | Sir Henry Campbell-Bannerman (1905-1908)     |
|                                      | Herbert Henry Asquith (1908-1915) (1915-1916) | Sydney Buxton (1853-1934)                                        | Sydney Buxton (1853-1934)                                        | Sydney Buxton (1853-1934)                                        | 1905-1910                                     | 1905-1910 | Partito Liberale                                     | Partito Liberale     | Partito Liberale                     |                |                                              |
|                                      |                                               | Herbert Samuel (1870-1963)                                       | Herbert Samuel (1870-1963)                                       | Herbert Samuel (1870-1963)                                       | 1910-1914                                     | 1910-1914 | Partito Liberale                                     | Partito Liberale     | Partito Liberale                     |                |                                              |
|                                      |                                               | Sir Charles Hobhouse (1862-1841)                                 | Sir Charles Hobhouse (1862-1841)                                 | Sir Charles Hobhouse (1862-1841)                                 | 1914-1915                                     | 1914-1915 | Partito Liberale                                     | Partito Liberale     | Partito Liberale                     |                |                                              |
|                                      |                                               | Herbert Samuel (1870-1963)                                       | Herbert Samuel (1870-1963)                                       | Herbert Samuel (1870-1963)                                       | 1915-1916                                     | 1915-1916 | Partito Liberale                                     | Partito Liberale     | Partito Liberale                     |                |                                              |
|                                      |                                               | Joseph Pease (1860-1943)                                         | Joseph Pease (1860-1943)                                         | Joseph Pease (1860-1943)                                         | 1916                                          | 1916      | Partito Liberale                                     | Partito Liberale     | Partito Liberale                     |                |                                              |
|                                      |                                               | Albert Illingworth (1865-1942)                                   | Albert Illingworth (1865-1942)                                   | Albert Illingworth (1865-1942)                                   | 1916-1921                                     | 1916-1921 | Partito Liberale                                     | Partito Liberale     | Partito Liberale                     |                | David Lloyd George (1916-1922)               |
|                                      |                                               | Frederick Kellaway (1870-1933)                                   | Frederick Kellaway (1870-1933)                                   | Frederick Kellaway (1870-1933)                                   | 1921-1922                                     | 1921-1922 | Partito Liberale                                     | Partito Liberale     | Partito Liberale                     |                | David Lloyd George (1916-1922)               |

### Direttori generali delle poste del Regno Unito di Gran Bretagna e Irlanda del Nord (1922-1969)
Il seguente elenco contiene nomi, ritratti (se presenti e disponibili), mandati e partiti politici dei direttori generali delle poste del Regno Unito di Gran Bretagna e Irlanda del Nord e dei loro primi ministri, a partire dal 1922, anno di creazione del Regno Unito di Gran Bretagna e Irlanda del Nord con il trattato anglo-irlandese, fino al 1969, anno in cui l'ufficio fu abolito con il Post Office Act 1969.
| Nome                                       | Nome                              | Nome                                            | Mandato   | Partito                    | Primo ministro | Primo ministro                           |
| ------------------------------------------ | --------------------------------- | ----------------------------------------------- | --------- | -------------------------- | -------------- | ---------------------------------------- |
|                                            |                                   | Neville Chamberlain (1869-1940)                 | 1922-1923 | Partito Conservatore       |                | Andrew Bonar Law (1922-1923)             |
|                                            |                                   | Sir William Joynson-Hicks (1865-1932)           | 1923      | Partito Conservatore       |                | Stanley Baldwin (1923-1924)              |
|                                            |                                   | Sir Laming Worthington-Evans (1868-1931)        | 1923-1924 | Partito Conservatore       |                | Stanley Baldwin (1923-1924)              |
|                                            |                                   | Vernon Hartshorn (1872-1931)                    | 1924      | Partito Laburista          |                | Ramsay MacDonald (1924)                  |
|                                            |                                   | Sir William Mitchell-Thomson (1877-1938)        | 1924-1929 | Partito Conservatore       |                | Stanley Baldwin (1925-1929)              |
|                                            |                                   | Hastings Lees-Smith (1878-1941)                 | 1929-1931 | Partito Laburista          |                | Ramsay MacDonald (1929-1931) (1931-1935) |
|                                            |                                   | Clement Attlee (1883-1967)                      | 1931      | Partito Laburista          |                | Ramsay MacDonald (1929-1931) (1931-1935) |
|                                            |                                   | William Ormsby-Gore (1885-1964)                 | 1931      | Partito Conservatore       |                | Ramsay MacDonald (1929-1931) (1931-1935) |
|                                            |                                   | Sir Kingsley Wood (1881-1943)                   | 1931-1935 | Partito Conservatore       |                | Ramsay MacDonald (1929-1931) (1931-1935) |
|                                            |                                   | George Tryon (1871-1940)                        | 1935-1940 | Partito Conservatore       |                | Stanley Baldwin (1935-1937)              |
|                                            | Neville Chamberlain (1937-1940)   | George Tryon (1871-1940)                        | 1935-1940 | Partito Conservatore       |                |                                          |
|                                            |                                   | William Morrison (1893-1961)                    | 1940-1943 | Partito Conservatore       |                | Sir Winston Churchill (1940-1945)        |
|                                            |                                   | Harry Crookshank (1893-1961)                    | 1943-1945 | Partito Conservatore       |                | Sir Winston Churchill (1940-1945)        |
|                                            |                                   | William Hare Conte di Listowel (1906-1997)      | 1945-1947 | Partito Laburista          |                | Clement Attlee (1945-1951)               |
|                                            |                                   | Wilfred Paling (1983-1971)                      | 1947-1950 | Partito Laburista          |                | Clement Attlee (1945-1951)               |
|                                            |                                   | Ness Edwards (1897-1968)                        | 1950-1951 | Partito Laburista          |                | Clement Attlee (1945-1951)               |
|                                            |                                   | Herbrand Sackville Conte De La Warr (1900-1976) | 1951-1955 | Partito Conservatore       |                | Sir Winston Churchill (1951-1955)        |
|                                            |                                   | Charles Hill Barone Hill di Luton (1904-1989)   | 1955-1957 | Partito Liberale Nazionale |                | Sir Anthony Eden (1955-1957)             |
|                                            |                                   | Ernest Marples (1907-1978)                      | 1957-1959 | Partito Conservatore       |                | Harold Macmillan (1957-1963)             |
|                                            |                                   | Reginald Bevins (1908-1996)                     | 1959-1964 | Partito Conservatore       |                | Harold Macmillan (1957-1963)             |
|                                            | Sir Alec Douglas-Home (1963-1964) | Reginald Bevins (1908-1996)                     | 1959-1964 | Partito Conservatore       |                |                                          |
|                                            |                                   | Tony Benn (1925-1914)                           | 1964-1966 | Partito Laburista          |                | Harold Wilson (1964-1970)                |
|                                            |                                   | Edward Short (1912-2012)                        | 1966-1968 | Partito Laburista          |                | Harold Wilson (1964-1970)                |
|                                            |                                   | Roy Mason (1924-2015)                           | 1968      | Partito Laburista          |                | Harold Wilson (1964-1970)                |
|                                            |                                   | John Stonehouse (1925-1998)                     | 1968-1969 | Partito Laburista          |                | Harold Wilson (1964-1970)                |
| Carica abolita con il Post Office Act 1969 |                                   |                                                 |           |                            |                |                                          |